# Eslovàquia al Festival de la Cançó d'Eurovisió
Eslovàquia va debutar al Festival de la Cançó d'Eurovisió en 1993, de manera que va ser el primer país del centre d'Europa a debutar en més de 30 anys. Des de l'edició de 1998 fins a la de 2009 va decidir no participar-hi a causa dels mals resultats que obtenia.
El seu millor resultat va ser una divuitena posició amb 19 punts, obtinguda en l'edició de 1996. Després de la seva tornada al festival després d'11 anys, mai no va poder passar a una final, la qual cosa va motivar la seva retirada en 2012, així que mai no ha aconseguit formar part del TOP-10.
La major quantitat de punts que ha rebut Eslovàquia han procedit de Malta; de la mateixa manera que Malta també ha rebut una gran quantitat de punts d'aquest país tot i haver participat en només tres ocasions (d'aquestes tres participacions Malta ha aconseguit dues màximes puntuacions i un 10 com a resultat més baix).
Un altre país que Eslovàquia també ha votat amb una gran quantitat de punts ha estat Croàcia. Xipre, Irlanda, Grècia i el Regne Unit també han estat votats per Eslovàquia al llarg de la seva participació. És destacable la dada que països com Irlanda i el Regne Unit hagin estat votats per Eslovàquia, però cal tenir en compte que els anys en què ha participat aquest país van ser les èpoques daurades del Regne Unit i Irlanda, països que actualment no arriben a bons resultats.

## Història
L'any 2008, la televisió eslovaca va anunciar la seva intenció de tornar a l'esdeveniment, però per manca de fons (que en el passat també va obligar la televisió estatal STV a renunciar a l'esdeveniment) es va invertir. L'any 2009 va tornar a participar després d'una absència de 11 anys, i també va aparèixer en les tres edicions següents. En els dos primers, el país va utilitzar una llarga selecció nacional on es van triar cançons en eslovac i es van aturar a la semifinal: 18 i 16. Per a l'any 2011, després d'una sèrie de confirmacions i denegacions, la nova ràdio i televisió estatal RTVS amb TWiiNS en aquell període va decidir participar en l'esdeveniment i va triar internament amb la fusió de primera cançó en anglès portada del país, 13è classificat a les semifinals. La selecció interna també es va utilitzar l'any 2012, per a l'elecció de Miro Šmajda, que es va presentar amb el nom artístic de Max Jason Mai, últim a la semifinal amb la cançó de rock Don't Close Your Eyes. Des del 2013, el país s'ha retirat de nou de l'esdeveniment per problemes financers.
L'agost de 2023, tot i que excloïa la participació del país el 2024, RTVS va dir que estava avaluant un possible retorn d'Eslovàquia a l'edició del 2025.

## Participacions
Llegenda
| Any                                   | Seu        | Artista                         | Cançó                   | Final                | Punts                | Semifinal                 | Punts                     |
| ------------------------------------- | ---------- | ------------------------------- | ----------------------- | -------------------- | -------------------- | ------------------------- | ------------------------- |
| 1993                                  | Millstreet | Elán                            | «Amnestia na neveru»    | No es va classificar | No es va classificar | 4                         | 50                        |
| 1994                                  | Dublín     | Martin Ďurinda i Tublatanka     | «Nekonečná pieseň»      | 19                   | 15                   | No va haver-hi semifinals | No va haver-hi semifinals |
| No hi va participar en 1995           |            |                                 |                         |                      |                      |                           |                           |
| 1996                                  | Oslo       | Marcel Palonder                 | «Kým nás máš»           | 18                   | 19                   | 17                        | 36                        |
| No hi va participar en 1997           |            |                                 |                         |                      |                      |                           |                           |
| 1998                                  | Birmingham | Katarína Hasprová               | «Modlitba»              | 21                   | 8                    | No va haver-hi semifinals | No va haver-hi semifinals |
| No hi va participar entre 1999 i 2008 |            |                                 |                         |                      |                      |                           |                           |
| 2009                                  | Moscou     | Kamil Mikulčík i Nela Pocisková | «Let' tmou»             | No es va classificar | No es va classificar | 18                        | 8                         |
| 2010                                  | Oslo       | Kristina                        | «Horehronie»            | No es va classificar | No es va classificar | 16                        | 24                        |
| 2011                                  | Düsseldorf | TWiiNS                          | «I'm Still Alive»       | No es va classificar | No es va classificar | 13                        | 48                        |
| 2012                                  | Bakú       | Max Jason Mai                   | «Don't Close Your Eyes» | No es va classificar | No es va classificar | 18                        | 22                        |
| No hi va participar entre 2013 i 2025 |            |                                 |                         |                      |                      |                           |                           |